# 2016 في الهند
فيما يلي قوائم الأحداث التي وقعت خلال عام 2016 في الهند.

## أحداث
- 20 نوفمبر – انحراف قطار بوخرايان
- 8 يوليو – أحداث شغب في كشمير 2016
- 2 يناير – هجوم محطة باثانكوت 2016

## سياسة

### تعيين في المنصب
- 1 يناير – بينارآيي فيجين عضو المجلس التشريعي ولاية كيرالا،رئيس وزراء كيرلا.

## أفلام
من الأفلام التي صدرت هذه السنة في الهند:
- 1 يناير – آمال السينما من إخراج Michael Palm  [لغات أخرى]‏.
- 1 يناير – بار بار ديكو من إخراج Nitya Mehra [الإنجليزية]‏.
- 1 يناير – باغي من إخراج Sabbir Khan [الإنجليزية]‏.
- 1 يناير – جات الطائر من إخراج Remo D'Souza [الإنجليزية]‏.
- 1 يناير – جاغا جاسوس من إخراج أنوراغ باسو.
- 1 يناير – جاي جانجاجال من إخراج براكاش جها.
- 1 يناير – جسر جوي من إخراج رجا كريشنا مينون.
- 1 يناير – سانام ري من إخراج ديفيا خوسلا كومار.
- 1 يناير – شيفاي من إخراج فير داس، سايشا، Erika Kaar [الإنجليزية]‏، أجاي ديفجان.
- 1 يناير – فتور من إخراج Abhishek Kapoor [الإنجليزية]‏.
- 1 يناير – كابور وأولاده من إخراج Shakun Batra [الإنجليزية]‏.
- 1 يناير – منزل ملئ 3 من إخراج Sajid-Farhad [الإنجليزية]‏.
- 1 يناير – نيرجا من إخراج رام مادفاني [الإنجليزية]‏.
- 22 يناير – كيا كول هين هام 3
- 14 أبريل – فان من إخراج مانيش شارما.
- 20 مايو – سرابجيت من إخراج Omung Kumar [الإنجليزية]‏.
- 10 يونيو – ثلاثة من إخراج Ribhu Dasgupta [الإنجليزية]‏.
- 10 يونيو – ماداري من إخراج Nishikant Kamat [الإنجليزية]‏.
- 24 يونيو – إك ألبيلا
- 6 يوليو – سلطان من إخراج علي عباس ظفر [الإنجليزية]‏.
- 12 أغسطس – روستم من إخراج Tinu Suresh Desai [الإنجليزية]‏.
- 2 سبتمبر – أكيرا من إخراج إيه آر موروجادوس.
- 25 نوفمبر – دير زينداجي من إخراج Gauri Shinde [الإنجليزية]‏.
- 25 نوفمبر – كهاني 2 من إخراج Sujoy Ghosh [الإنجليزية]‏.
- 2 ديسمبر – انت السبب من إخراج Vishal Pandya [الإنجليزية]‏.
- 21 ديسمبر – دانجال من إخراج نيتش تيواري.

## برامج ومسلسلات وأنمي
- باليكا فادهو

## وفيات

### يناير
- 7 يناير – مفتي محمد سيد (مواليد 1936) سياسي هندي.
- 21 يناير – مريناليني سارابهاي (مواليد 1918)

### فبراير
- 2 فبراير – انتظار حسين (مواليد 1923) كاتب باكستاني.
- 8 فبراير – ندا فاضلي (مواليد 1938) شاعر هندي.
- 18 فبراير – عبد الرشيد خان (مواليد 1908)

### مارس
- 4 مارس – بورنو أجيتوك سانغما (مواليد 1947) سياسي هندي.

### أبريل
- 1 أبريل – براتيوشا بانيرجي (مواليد 1991) ممثلة هندية.

### يونيو
- 2 يونيو – توم كيبل (مواليد 1932) فيزيائي بريطاني.
- 4 يونيو – سولبها ديشباندي (مواليد 1937)
- 26 يونيو – كيفالم نارايانا بانيكر (مواليد 1928)

### يوليو
- 8 يوليو – عبد الستار إيدهي (مواليد 1928)

### ديسمبر
- 5 ديسمبر – جيه. جايالاليثا (مواليد 1948)